# Supercoppa saudita 2019
La Saudi Super Cup 2019 è stata la sesta edizione della competizione e si è disputata il 4 gennaio 2020 al Stadio Città dello Sport Re Abd Allah di Gedda. La sfida ha visto contrapposte l'Al-Nassr, vincitore del Campionato saudita e l’Al-Taawoun, vincitore della King Cup.
L'Al-Nassr ha vinto per la prima volta la competizione.

## Tabellino
| Arbitro: | D. Makkelie |

|                                                  |                      |                                                      |
| Hamdallah 58’                                    | Marcatori            | 18’ Tawamba                                          |
| Hamdallah Giuliano Amrabat Al-Shehri Adam Maicon | Tiri di rigore 5 – 4 | Sandro Manoel Petrolina Kucka Machado Héldon Al-Absi |